# Station Bergen (België)
Station Bergen (Frans: Gare de Mons) is het hoofdstation van Bergen (Frans: Mons), bij de zuidgrens van België. Het is in 1841 geopend langs spoorlijn 96 (Brussel - Bergen - Quévy) en bedient ook lijn 97 naar Quiévrain en lijn 118 naar La Louvière, die enkele jaren later in bedrijf kwamen. Met Frankrijk, op twaalf kilometer afstand, was er geen verbinding, maar vanaf de opening van het huidige gebouw stopt hier de Ouigo tussen Brussel-Zuid en Gare du Nord (Parijs).
Het huidige gebouw, naar ontwerp van Santiago Calatrava, is op 19 december 2024 in gebruik genomen. Voorlopers dateren uit 1841, 1874 en 1947. De totstandkoming is controversieel vanwege de onregelmatigheden, de kosten die minstens het dertienvoudige van de begroting zijn, en de verdubbeling van de bouwtermijn. Het 'megalomane project' heeft bijna een half miljard euro gekost, wat ten koste ging van andere werken in Wallonië, terwijl het station op de ranglijst van reizigersaantallen in 2024 slechts op nummer 16 staat. De uitvoering en vorm oogsten lof: majestueus, gracieus, elegant en vloeiend. Het maakt een verbinding tussen de historische stad en het bedrijvenpark aan de westzijde dat tegelijk met het station is gerealiseerd.
Lua-fout: Coördinaten moeten aanwezig zijn op Wikidata of in |coord=.

## Eerdere gebouwen

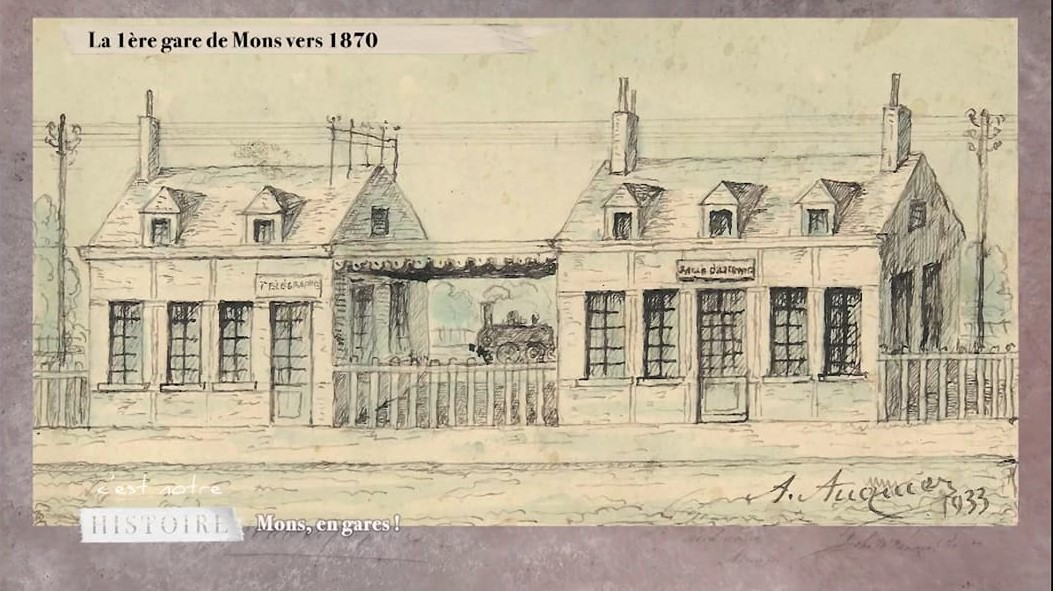
Het station omstreeks 1870

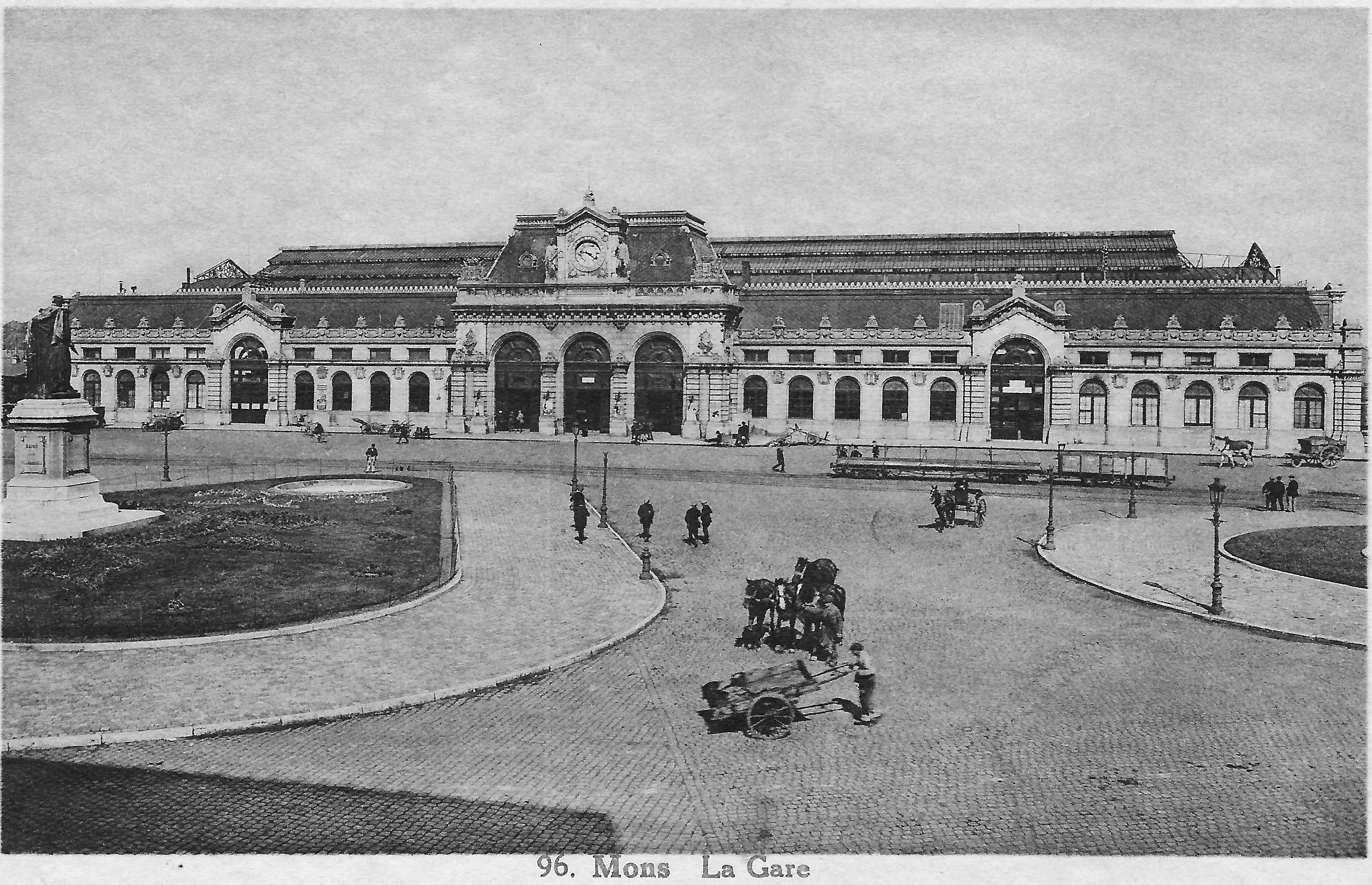
Het station omstreeks 1910

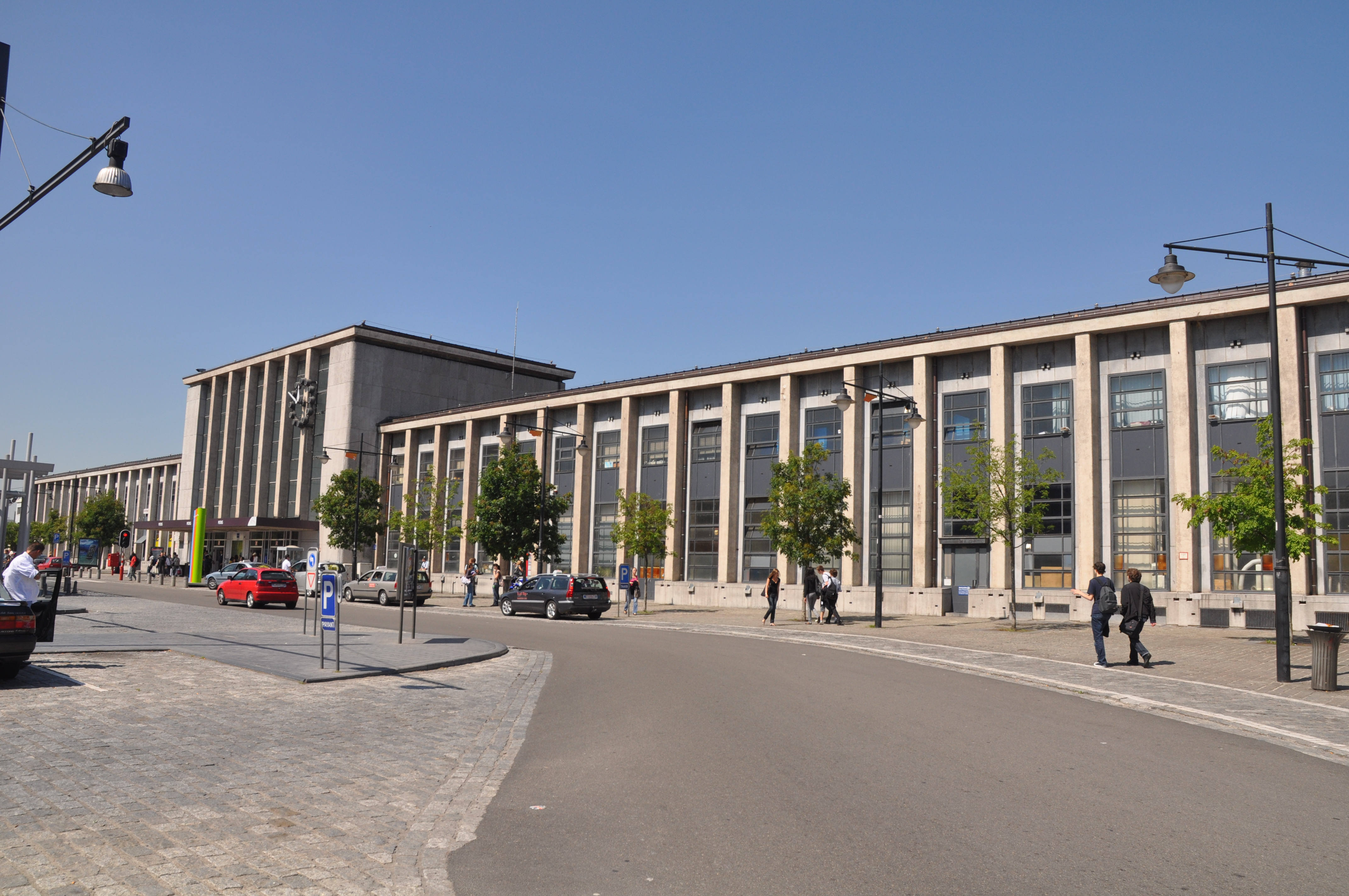
Stationsgebouw van 1952, gesloopt in 2013

Een eerste stationsgebouw werd opgetrokken in 1841, toen Bergen door de aanleg van de latere spoorlijn 96 verbonden werd met het Belgische spoorwegnet. Het stond tussen de overige bebouwing van het Place Léopold dat het voorplein is van de latere stations. Vanwege de explosieve groei van het railverkeer in de 19e eeuw werd het al in 1874 vervangen door een station van bijna tweehonderd meter lang. In de Tweede Wereldoorlog werd het op 10 mei 1944 vernietigd door een bombardement van de Amerikaanse luchtmacht en van 1947 tot 1952 werd er gewerkt aan een opvolger in wederopbouwstijl. Naar de Bergense architect René Panis stond dit gebouw informeel bekend als het Panis-station. Ondanks protest werd het in 2013 gesloopt en het hele stationscomplex is tot in 2024 in verbouwing geweest, waarbij een tijdelijk station opgetrokken werd uit containers. Dit werd niet als echt station beschouwd, zodat het huidige station het vierde is.

## Huidig station

### Ontwikkeling
In 2001 werd een samenwerkingsovereenkomst gesloten tussen de stad Bergen en de NMBS waaruit een ontwerpcompetitie voortkwam, maar geen van de inzendingen voldeed aan de eisen. Uit een haalbaarheidsstudie uit 2004 kwam een nieuwe omschrijving van de gewenste werken en een kostprijsraming van 44,77 miljoen euro. Men voorzag minder sporen, een traverse met trappen en liften naar de perrons, aanleg van een parking en een herontwerp van het stationsgebouw. Voor deze nieuwe opdracht lanceerde Eurogare in 2006 een nieuwe competitie. De jury onder voorzitterschap van burgemeester Elio Di Rupo gaf de opdracht aan de Spaanse architect Calatrava en zijn ontwerp met onder meer een voetgangersbrug.
Op 12 oktober 2006 gunde Eurogare de opdracht aan Calatrava. De voltooiing was gepland voor 2015 toen Bergen Culturele hoofdstad van Europa was, maar door toevoeging van bij-akten in mei 2010 en mei 2018 groeide de opdracht uit tot een grootschalige herinrichting van de omgeving, wat eigenlijk een nieuwe overheidsopdracht had moeten zijn. Onder andere door het faillissement van een van de aannemers en conflicten met onderaannemers heeft de bouwwerf vele maanden stilgelegen en is de voltooiing meermaals uitgesteld. De oorspronkelijke kostprijs voor het nieuwe station was berekend op 37 miljoen euro, maar begin 2023 werd het totale project geschat op 340 miljoen. De kostenraming steeg echter verder: vanwege de herinrichting, de tegenvallers en gestegen materiaalkosten werd het station bij de opening eind 2024 geschat op 480 miljoen euro. De vertraging en de kostenoverschrijding hebben ertoe geleid dat het Federaal Parlement van België op 3 juni 2021 het Rekenhof opdracht gaf tot een onderzoek. In september 2022 werd het rapport gepubliceerd. Verantwoordelijk minister Georges Gilkinet noemde het project in 2023 megalomaan en het rapport vernietigend. Het wijst op concurrentievervalsing ten voordele van Calatrava en onduidelijkheden over de geëxplodeerde kostprijs. Het laakt ook de ondoorzichtigheid: zelfs het Rekenhof kreeg geen inzage in alle documenten.
Voor investeringen in het Belgische spoor geldt een 60/40 verdeelsleutel tussen Vlaanderen en Wallonië. Daardoor gingen de kostenoverschrijdingen ten koste van Waalse infrastructuur, waaronder het Gewestelijk Expresnet. Zelfs de vernieuwing van bovenleidingen moest uitgesteld worden, wat volgens de minister mede tot verminderde stiptheid van de treinenloop leidde.

### Gebouw
De buitenkant van het gebouw is grotendeels wit, een merkteken van Calatrava. De Standaard noemt het gebouw gracieus en vergelijkt de zwevende stationstraverse met een gestroomlijnde TGV. De spectaculaire luifels boven de trappenpartijen en de geometrische patronen van de buizenconstructies oogsten lof.
Voor de trappen en perrons is Portugees marmer gebruikt, de traverse heeft een vloer van Belgisch blauwsteen. Met zijn reuzenschaal en ongeremd materiaalgebruik had het zo uit de jaren 90 kunnen komen en past het misschien niet in de huidige tijd volgens de krant. Onder het gebouw loopt een busbaan met aan weerszijden haltes. Ook hier wordt de afwerking geroemd: ovale banken van licht hout, pijlers van geschuurd beton en wanden bekleed met metaalplaten.

## Treindienst
Nog niet in de tabel opgenomen: de Ouigo van Brussel-Zuid naar het Gare du Nord (Parijs).
| Serie       | Treinsoort            | Route | Bijzonderheden                                                                      |
| ----------- | --------------------- | --- | ----------------------------------------------------------------------------------- |
| IC 06A      | Intercity (NMBS)      | Brussels Airport-Zaventem – Brussel-Zuid – Bergen                                                                                            |                                                                                     |
| IC 14       | Intercity (NMBS)      | Quiévrain – Bergen – Brussel-Zuid – Leuven – Luik-Guillemins                                                                                 | Rijdt alleen op werkdagen.                                                          |
| IC 19       | Intercity (NMBS)      | Kortrijk – Moeskroen – Herzeeuw – Froyennes – /Doornik – Bergen – Charleroi-Centraal – Namen                                                 | Eerst en laatste ritten van/naar Kortrijk.                                          |
| IC 25       | Intercity (NMBS)      | Moeskroen – Doornik – Bergen – Charleroi-Centraal – Namen – Luik-Guillemins – Herstal – Liers                                                | Rijdt in het weekend tussen Moeskroen en Liers.                                     |
| L 4450      | L-trein (NMBS)        | La Louvière-Zuid – Bergen | Rijdt in het weekend 1×/2 uur en stopt dan niet in Obourg.                          |
| L 4650      | L-trein (NMBS)        | Quévy – Bergen – [ Doornik – Moeskroen ] / [ Quiévrain ]                                                                                     | Rijdt in het weekend tussen Bergen en Quiévrain.                                    |
| L 4850      | L-trein (NMBS)        | Geraardsbergen – Aat – Bergen – [ Doornik – Moeskroen ] / [ Quévy ]                                                                          | Rijdt op werkdagen Geraardsbergen-Moeskroen. Rijdt in weekends Geraardsbergen-Quèvy |
| P 7560/8560 | Piekuurtrein (NMBS)   | Bergen – [ Quiévrain ] / [ Doornik ] | Rijdt alleen op werkdagen.                                                          |
| P 7580/8580 | Piekuurtrein (NMBS)   | Aat – Bergen – Doornik | Rijdt alleen op werkdagen. Een trein verder naar Doornik.                           |
| P 7770/8770 | Piekuurtrein (NMBS)   | [ Manage – [ Luttre ] / [ Bergen – Quévy ] / [ 's-Gravenbrakel ] ] / [ La Louvière-Zuid – [ Bergen ] / [ Luttre ] / [ Charleroi-Centraal ] ] | Rijdt alleen op werkdagen.                                                          |
| P 7800/8800 | Piekuurtrein (NMBS)   | Quiévrain – Bergen – Brussel-Zuid – Schaarbeek                                                                                               | Rijdt alleen op werkdagen.                                                          |
| P 7860/8860 | Piekuurtrein (NMBS)   | Bergen – [ Quiévrain ] / [ Doornik ] | Rijdt alleen op werkdagen.                                                          |
| P 7880/8880 | Piekuurtrein (NMBS)   | Quévy – Bergen | Rijdt alleen op werkdagen.                                                          |
| ICT 6700    | Toeristentrein (NMBS) | Charleroi-Centraal – Bergen – Doornik – Moeskroen – Brugge – Blankenberge                                                                    | Rijdt in juli en augustus.                                                          |
| ICT 6935    | Toeristentrein (NMBS) | Bergen – Aat | Rijdt van april tot november.                                                       |

## Foto's containerstation en station in aanbouw

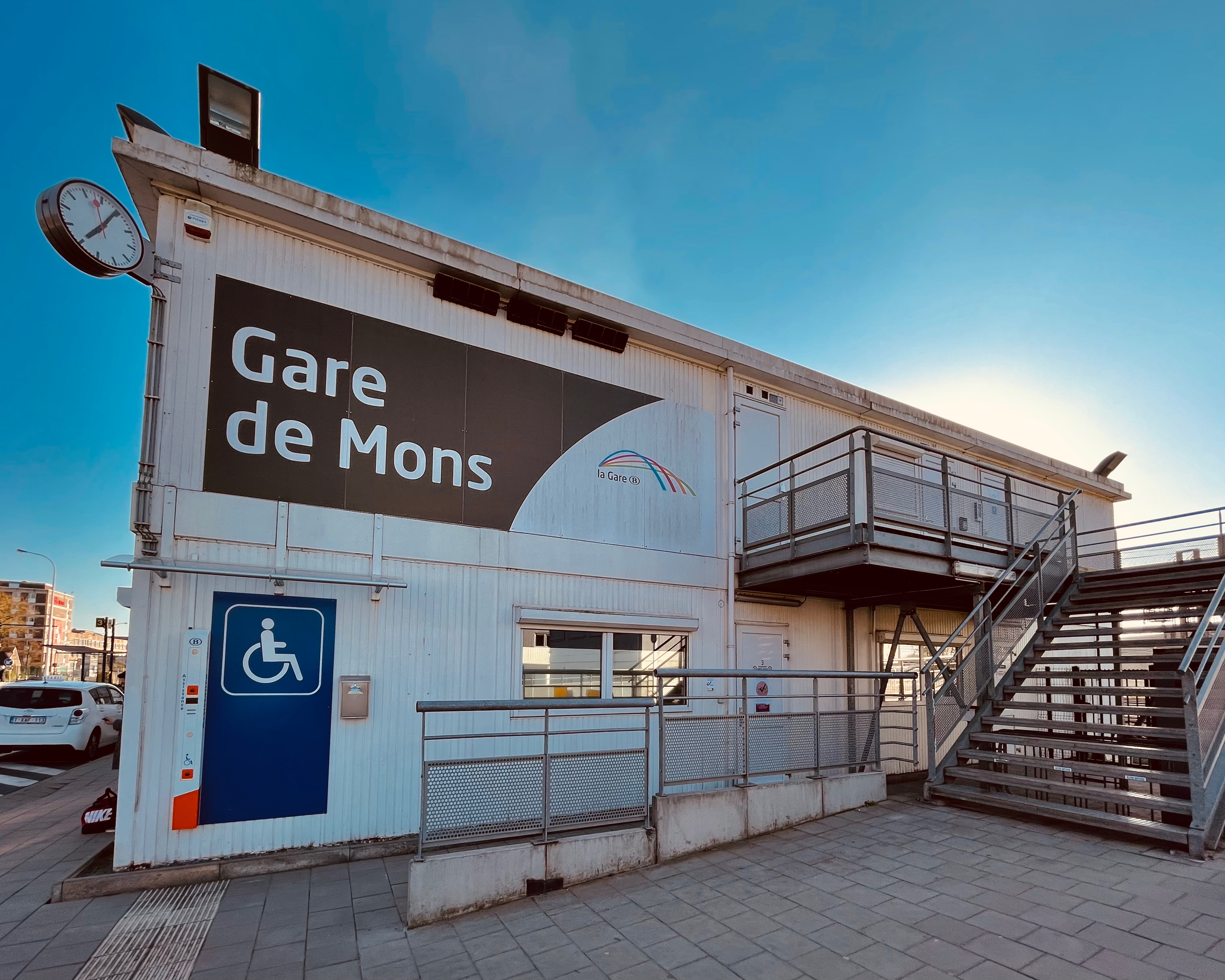
April 2021, het tijdelijke stationsgebouw
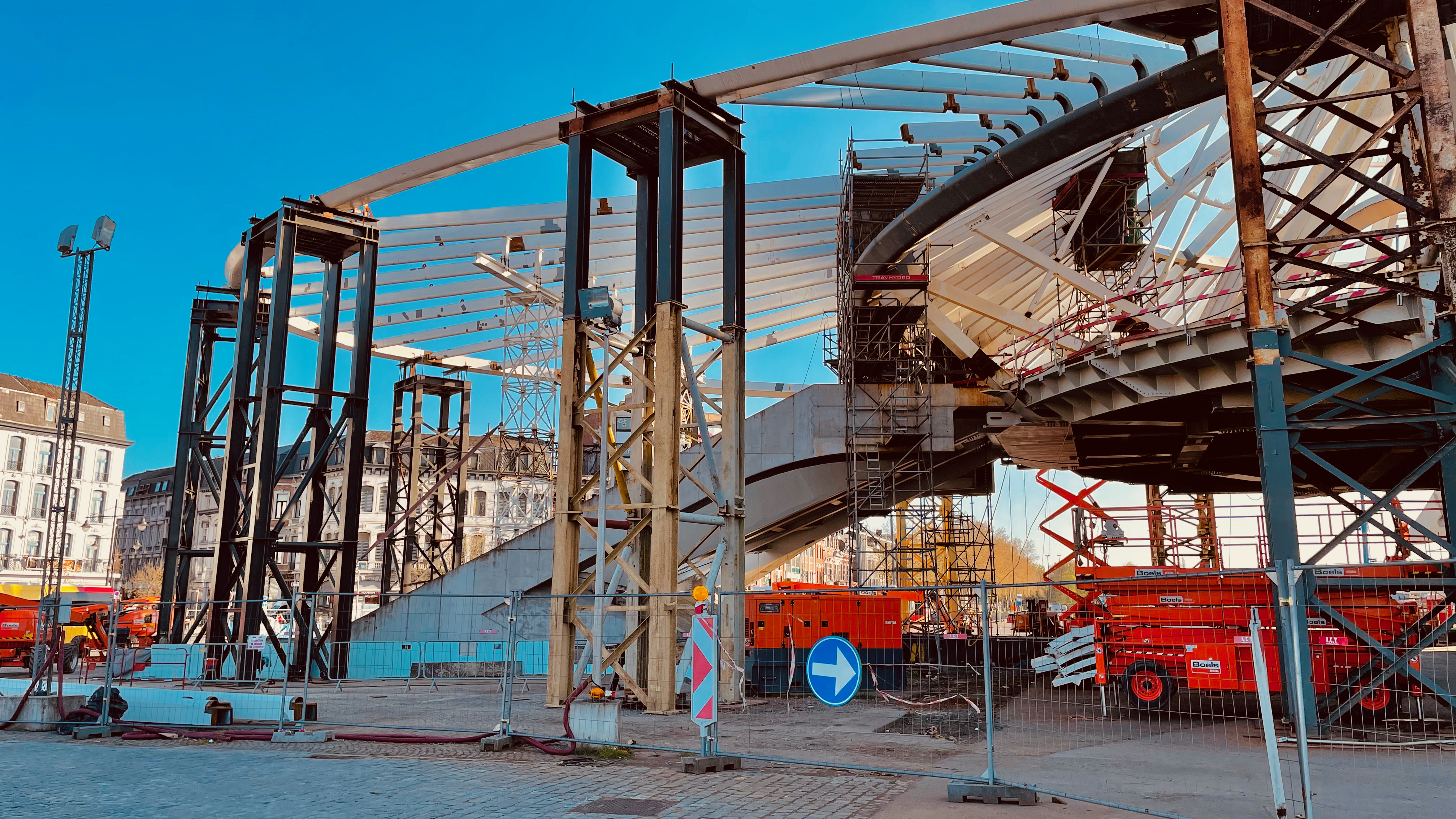
April 2021, de stationshal en de tijdelijke ondersteuning voor de luifel
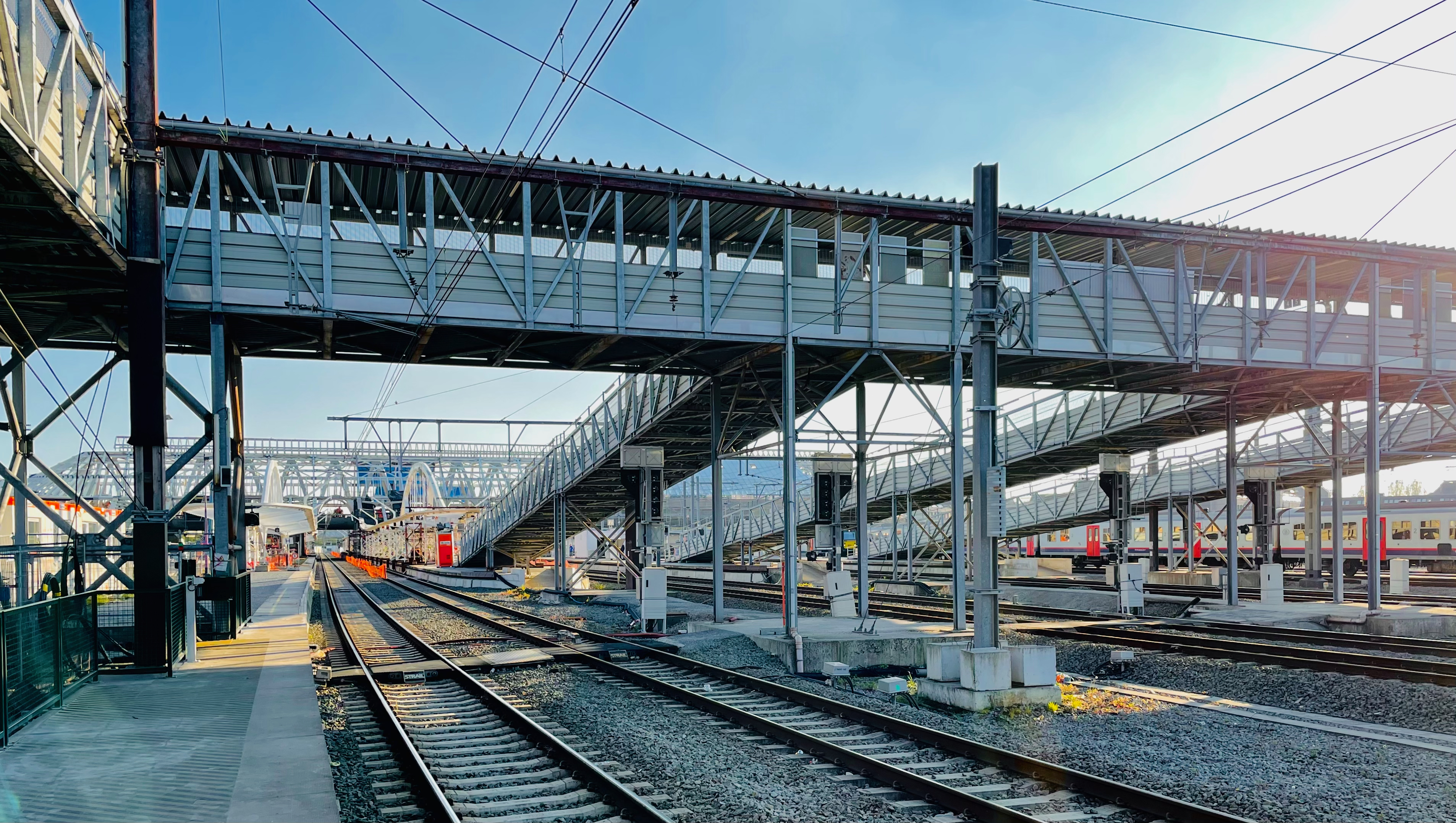
April 2021, de oude traverse en daarachter de nieuwe
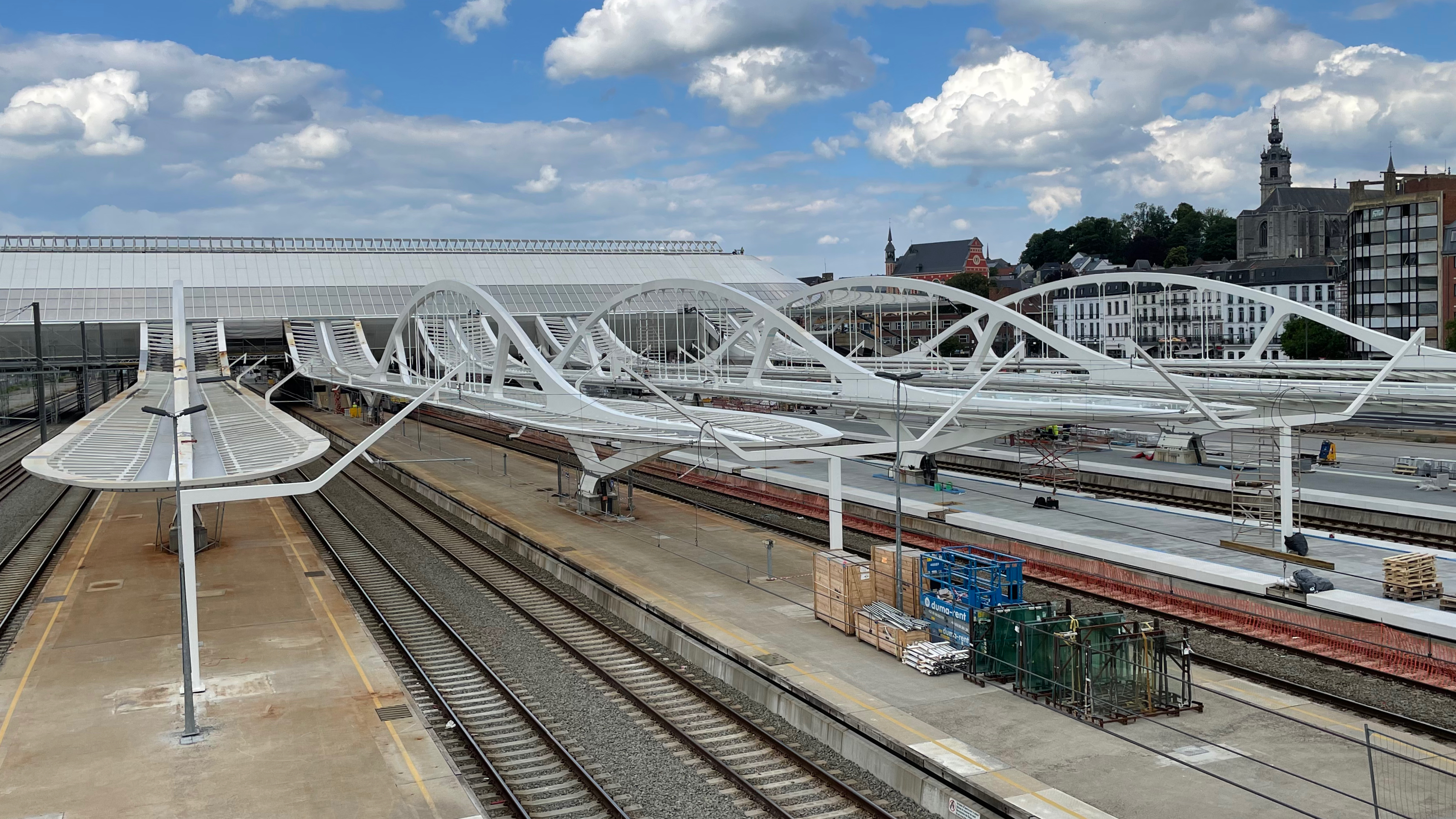
Juni 2022, de traverse en de perronoverkappingen
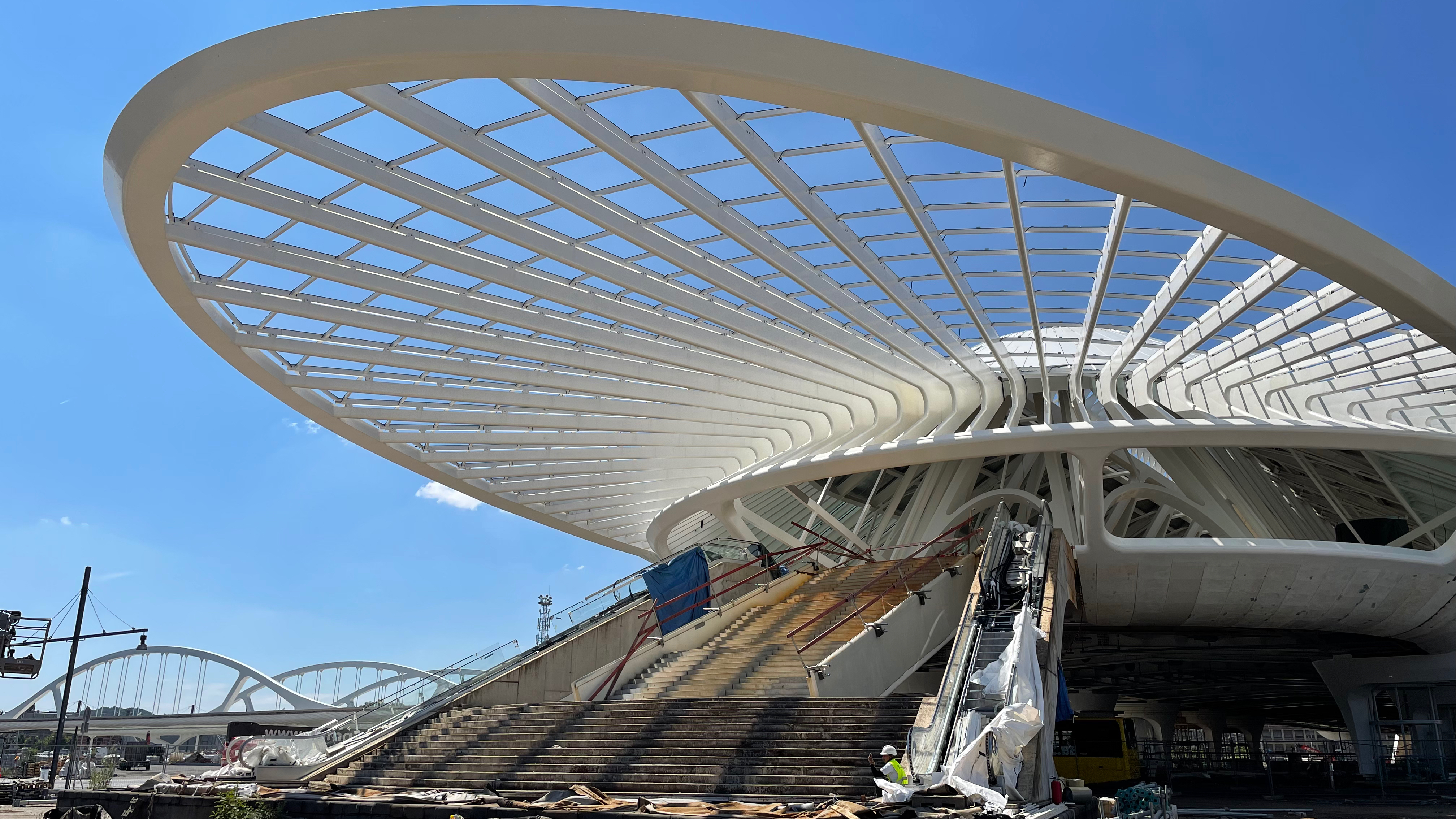
Juni 2022, de luifel van de stationshal
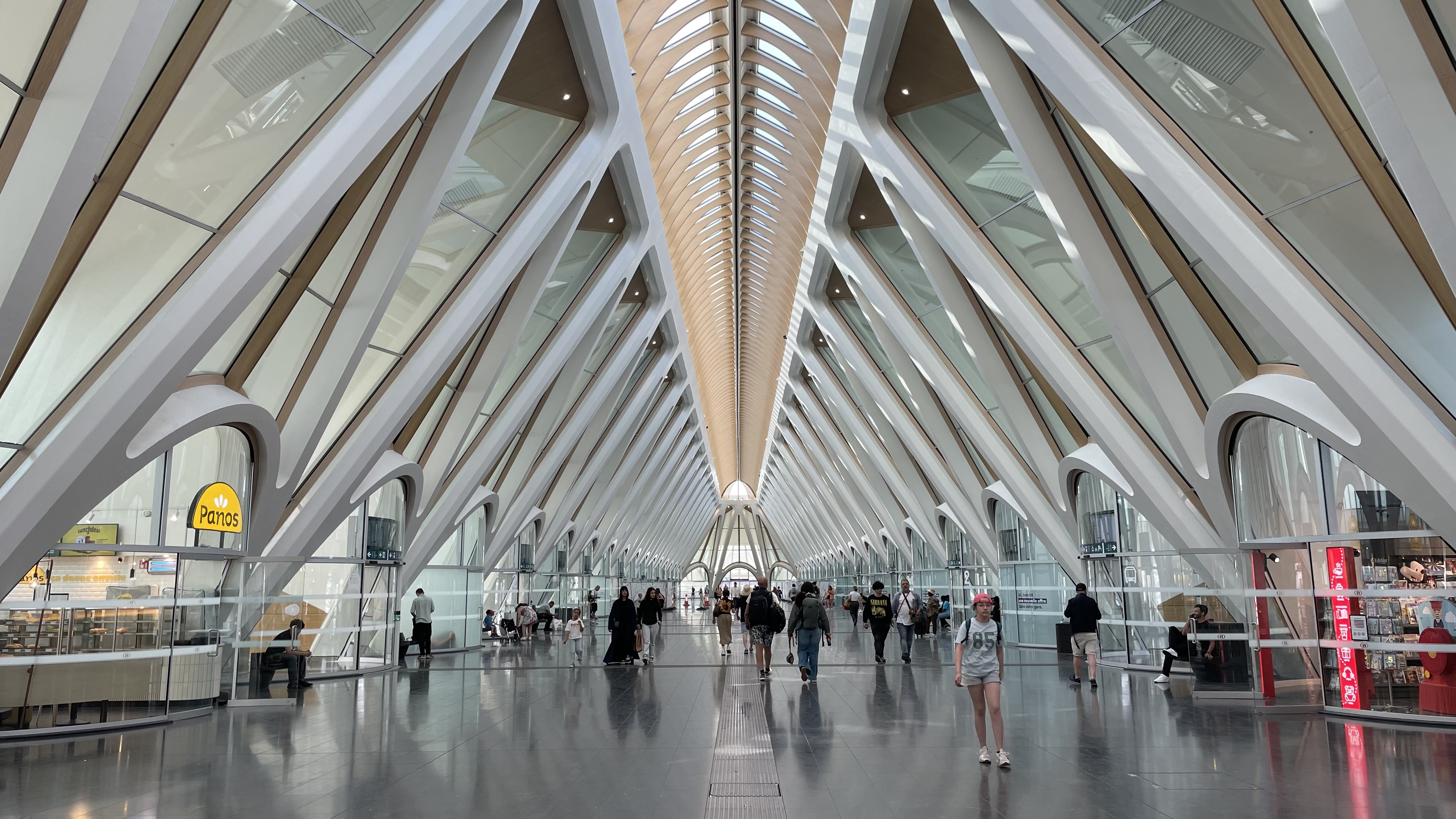
Stationshal

## Reizigerstellingen
De grafiek en tabel geven aan hoeveel instappende reizigers de NMBS telde van 1979 tot 2023.
In 2008, 2010, 2011 en 2021 werd er niet geteld op de Belgische perrons; in dat laatste jaar was dat vanwege de coronacrisis in België.
| Tabel: aantal instappende reizigers station Bergen | Tabel: aantal instappende reizigers station Bergen | Tabel: aantal instappende reizigers station Bergen | Tabel: aantal instappende reizigers station Bergen |
|                                                    | Weekdag                                            | Zaterdag                                           | Zondag                                             |
| -------------------------------------------------- | -------------------------------------------------- | -------------------------------------------------- | -------------------------------------------------- |
| 1977                                               | 12 149                                             | 3 411                                              | 2 939                                              |
| 1978                                               | 12 000                                             | 3 400                                              | 2 500                                              |
| 1979                                               | 12 587                                             | 3 359                                              | 2 873                                              |
| 1980                                               | 11 423                                             | 3 500                                              | 3 000                                              |
| 1981                                               | 12 289                                             | 3 835                                              | 3 757                                              |
| 1982                                               | 10 188                                             | 3 849                                              | 3 656                                              |
| 1983                                               | 11 308                                             | 2 347                                              | 2 900                                              |
| 1984                                               | 10 265                                             | 2 569                                              | 2 602                                              |
| 1985                                               | 10 437                                             | 2 608                                              | 2 735                                              |
| 1986                                               | 9 005                                              | 2 363                                              | 2 184                                              |
| 1987                                               | 10 224                                             | 2 393                                              | 2 636                                              |
| 1988                                               | 8 785                                              | 3 314                                              | 2 405                                              |
| 1989                                               | 8 071                                              | 2 861                                              | 2 239                                              |
| 1990                                               | 8 205                                              | 1 751                                              | 1 713                                              |
| 1991                                               | 8 194                                              | 2 368                                              | 2 015                                              |
| 1992                                               | 9 191                                              | 2 350                                              | 2 485                                              |
| 1993                                               | 7 336                                              | 1 824                                              | 1 881                                              |
| 1994                                               | 9 392                                              | 2 742                                              | 2 740                                              |
| 1995                                               | 7 129                                              | 2 016                                              | 1 374                                              |
| 1996                                               | 7 574                                              | 2 297                                              | 1 874                                              |
| 1997                                               | 7 884                                              | 2 293                                              | 1 759                                              |
| 1998                                               | 8 738                                              | 2 446                                              | 2 110                                              |
| 1999                                               | 8 963                                              | 1 885                                              | 1 463                                              |
| 2000                                               | 9 200                                              | 2 258                                              | 1 860                                              |
| 2001                                               | 8 758                                              | 1 922                                              | 1 954                                              |
| 2002                                               | 9 367                                              | 2 614                                              | 2 114                                              |
| 2003                                               | 7 652                                              | 2 108                                              | 1 968                                              |
| 2004                                               | 8 916                                              | 2 390                                              | 2 248                                              |
| 2005                                               | 9 996                                              | 2 944                                              | 2 556                                              |
| 2006                                               | 10 113                                             | 2 672                                              | 2 150                                              |
| 2007                                               | 10 387                                             | 3 178                                              | 2 597                                              |
| 2008                                               | -                                                  | -                                                  | -                                                  |
| 2009                                               | 8 556                                              | 1 779                                              | 1 522                                              |
| 2010                                               | -                                                  | -                                                  | -                                                  |
| 2011                                               | -                                                  | -                                                  | -                                                  |
| 2012                                               | 7 633                                              | 1 915                                              | 1 488                                              |
| 2013                                               | 9 956                                              | 1 521                                              | 1 653                                              |
| 2014                                               | 9 434                                              | 2 404                                              | 2 030                                              |
| 2015                                               | 8 997                                              | 3 747                                              | 3 517                                              |
| 2016                                               | 8 698                                              | 3 518                                              | 2 765                                              |
| 2017                                               | 8 502                                              | 3 432                                              | 3 015                                              |
| 2018                                               | 9 273                                              | 4 145                                              | 2 434                                              |
| 2019                                               | 9 820                                              | 3 839                                              | 2 498                                              |
| 2020                                               | 6 475                                              | 2 328                                              | 1 913                                              |
| 2021                                               | -                                                  | -                                                  | -                                                  |
| 2022                                               | 8 923                                              | 3 304                                              | 2 760                                              |
| 2023                                               | 9 399                                              | 5 160                                              | 4 559                                              |
| 2024                                               | 9 676                                              | 3 615                                              | 3 276                                              |

0,0: Brussel-Zuid ·
3,9: Vorst-Zuid ·
6,0: Ruisbroek ·
9,1: Lot ·
11,1: Buizingen ·
13,6: Halle ·
16,0: Lembeek ·
18,1: Tubeke-Noord ·
18,7: Tubeke ·
20,9: Stéhoux ·
23,7: Hennuyères ·
25,5: Hennuyères-Village ·
29,6: 's-Gravenbrakel ·
35,8: Zinnik ·
41,1: Neufvilles ·
44,8: Masnuy-Saint-Pierre ·
48,6: Jurbeke ·
51,6: Erbisoeul ·
54,6: Ghlin ·
57,5: Nimy-Maisières ·
60:3: Bergen ·
62,2: Cuesmes ·
67,1: Frameries ·
69,4: Genly ·
71,2: Blaregnies ·
74,9: Quévy
0,0: Bergen ·
4,7: Jemappes ·
6,9: Quaregnon ·
9,5: Saint-Ghislain ·
10,9: Boussu ·
13,2: Hainin ·
14,8: Thulin ·
19,5: Quiévrain
0,0: Bergen ·
2,0: Cuesmes ·
6,2: Flénu-Central ·
6,9: Flénu-Produits ·
9,7: Pâturages ·
10,4: Wasmes ·
11,0: Petit-Wasmes ·
12,3: Warquignies ·
13,7: Warquignies-Clinique ·
14,9: Boussu-Bois ·
17,2: Dour ·
19,2: Elouges ·
23,8: Quiévrain
La Louvière-Centrum ·
2,4: Bois-du-Luc ·
4,2: Bracquegnies ·
6,2: Thieu ·
9,1: Havré ·
12,1: Obourg ·
16,6: Nimy ·
18,8: Bergen